# Carmen Campagne
Carmen Campagne CM (Canadá, 8 de setembro de 1959 – 4 de julho de 2018) foi uma cantora canadense. 

## Carreira
Em 2013, ela tornou se um Membro da Ordem do Canadá, por suas contribuições como cantora, compositora e melhorar música para crianças e o uso de música em francês e língua de ensino.
Ela morreu de câncer aos 58 anos em 4 de julho de 2018, em Willow Bunch.